# The English and Scottish Popular Ballads
The English and Scottish Popular Ballads är en samling av 305 ballader från England och Skottland sammanställda av Francis James Child i slutet av 1800-talet. Verket gavs ut i 10 band mellan åren 1882-98.
Varje balladtyp tilldelades ett nummer, och anges därför nu kort med Child 1 — Child 305.
En lista över alla balladtyperna, delvis med länkar till information om de enskilda typerna, finns som Lista över Child Ballads.